# بازار آب
بازار آب (تجارت آب یا مبادله آب)، نهاد کشف ارزش و مبادله حقوق استفاده از آب با ایجاد مکانیزم رقابت اقتصادی بر سر آن است. این نهاد با کشف ارزش واقعی و پویای آب، به تخصیص بهینه منابع در این قیمت پرداخته و هدف افزایش بهره‌وری مصرف آب را محقق می‌کند. بازار آب یک مبادله برد-برد داوطلبانه در قیمت تعادلی ایجاد می‌کند که در آن آب کافی به دست مصرف‌کننده‌ای که تکنولوژی مصرف بهینه آب را دارد و می‌تواند از آن بیشترین ارزش افزوده را خلق کند می‌رساند و زمینه تامین سرمایه کافی در اختیار حق آبه داری که سرمایه و تکنولوژی لازم برای رقابت جهت بهینه‌سازی مصرف آب ندارد قرار می‌دهد. الگو‌های حکمرانی آب بازارمحور، غیرمتمرکز با مدیریت محلی هستند. در چنین ساختاری، مدیریت تخصیص آب در بازار بر عهده کمیسیون‌ها یا بانک‌های آب محلی و کشوری تنظیم‌گر و بهینه‌ساز این بازارها است و بازار را برای محقق کردن اهداف آن تنظیم می‌کنند. اهداف مفروض در اجرای مکانیزم بازار آب در صورتی محقق می‌شوند که در مرحله طراحی بازار آب، با توجه به شرایط محلی، الزامات بازار آب کارای نسبی پیاده سازی شود تا بازار آب برای رقابت اقتصادی بر سر افزایش بهره‌وری مصرف آب تنظیم گردد و پیگیری منافع فردی در تضاد با مطلوبیت اجتماعی را با ضرر همراه کند. در کشورهایی که بازار آب اجرا شده، کمیسیون‌های آب ایالتی یا در سطح حوضه‌های آبریز اصلی و فرعی یا ترکیبی از این دو (مثل استرالیا) مسئولیت ایجاد این بازارها و مدیریت تخصیص آب را داشته‌اند.
اگر شرایط بازار آب کارای نسبی در یک مکانیزم مبادله حقوق آب پیاده نگردد، نوعی نابازار آب یا سیستم تخصیص دستوری منابع در قیمت غیرتعادلی پیاده می‌گردد. بازار کارای نسبی در صورت تحقق پنج شرط زیر محقق می‌شود:
1. مبادله آزاد برای کشف قیمت تعادلی آب با سنجش کیفیت و کمیت، گزارش‌دهی و تأیید دقیق ارزش آب در بازار
2. ورود و خروج آسان متقاضیان و عرضه‌کنندگان آب به بازار و فعالیت آسان آن‌ها
3. حقوق مالکیت مشخص و تضمین شده
4. ایجاد زمینه رقابت در تعداد بالا در بازار (یا مداخله تنظیم‌گر جهت تهییج رقابت)
5. مکانیزم‌هایی برای رسیدگی به تأثیرات منفی یا مثبت مبادله حقوق آب بر افراد ثالث

شرایط تجارت آب در بازار، بسته به وضعیت حقوقی حقوق آب می تواند دائمی یا موقت باشد. برخی از ایالت های غربی ایالات متحده آمریکا، شیلی، آفریقای جنوبی، استرالیا، ایران و جزایر قناری اسپانیا طرح های تجارت آب دارند. برخی استرالیا را پیچیده ترین و موثرترین در جهان می دانند. بازارهای آب به شکل محلی در مناطق مختلف دنیا به صورت رسمی یا غیررسمی وجود دارند. برقی اقتصاددانان معتقدند بازار آب می‌تواند باعث تخصیص کاراتر آب شود، زیرا بازار مبتنی بر قیمت، به عنوان محرکی برای کاربران در اختصاص خودجوش منابع از فعالیت‌های کم ارزش به فعالیت‌های با ارزش بالا عمل می‌کند. در مناطقی با کمبود شدید منابع آب، دولت با توان بوروکراسی نه چندان قوی و لزوم بهره‌مندی از تکنولوژی‌های به‌روز مدیریت منابع آب برای تسهیل توسعه الگوی حکمرانی آب غیرمتمرکز بازارمحور برتری قابل توجهی در بهینه‌سازی تجهیز منابع مالی و انسانی برای سرمایه‌گذاری در توسعه تکنولوژی‌های مدیریت آب و مقابله با محدودیت منابع آب دارد. این برتری عمدتاً از قابلیت این الگو در جذب سرمایه‌‌های بخش خصوصی و بسیج خودجوش انسانی که دولت به تنهایی قادر به تأمین آن نیست نشأت می‌گیرد.
در ایالات متحده آمریکا، تجارت آب اشکال مختلفی دارد که از پروژه ای تا پروژه دیگر متفاوت است و به تاریخچه، جغرافیا و دیگر فاکتورهای منطقه ای بستگی دارد. در بسیاری از ایالت‌های غربی این کشور، حقوق آب بر مبنای دکترین «برداشت قبلی» یا «اولویت اول با کسی است که اول از همه شروع کرده باشد» استوار است. اقتصاد دانان معتقدند که این امر در مسیر تخصیص آب به ویژه با افزایش جمعیت‌های شهری و در زمان خشکسالی، ناکارآمدی (و عدم بهره‌وری) ایجاد کرده است. لذا در این مناطق از دهه ۱۹۹۰ بازارهای آب به صورت گسترده به عنوان مسیری برای تصحیح این ناکارآمدی‌ها رواج یافته‌اند.

## تجارت آب و بازارهای تجارت آب
تجارت آب یعنی تبادل یا انتقال داوطلبانه حق بهره‌برداری از یک مقدار قابل اندازه‌گیری آب که بین یک خریدار و فروشنده صورت می‌گیرد. در یک بازار تجارت آب، فروشنده، حق یا امتیاز آبی دارد که مازاد بر نیاز فعلی اوست و خریدار با کمبود آب مواجه است و حاضر است که برای رفع نیاز آبی خود، هزینه بپردازد. مبادلات محلی که برای مدت زمان کوتاهی بین همسایگان اتفاق می‌افتد «بازارهای نقطه ای» محسوب می‌شوند و ممکن است طبق قوانین متفاوتی نسبت به بازارهای تجارت حق آب، عمل نمایند.

### نظریه اقتصادی
نظریه اقتصادی، به اینکه تجارت در حقوق آب، راهی است برای تخصیص مجدد آب از فعالیت‌های تولیدی کمتر اقتصادی به فعالیت‌های اقتصادی تر، اشاره دارد. حقوق آب مبتنی بر برداشت قبلی- اولویت اول با کسی است که اول از همه شروع کرده باشد- باعث تخصیص ناکارآمد آب و ناکارآمدی‌های دیگری مثل استفاده بیش از حد از زمین و به‌کارگیری کمتر تکنولوژی‌های حفظ آب، شد. مثلاً مشاهده شده که کاربران شهری می‌توانند تا ۱۰ برابر بیشتر نسبت به کاربران کشاورزی برای آب بپردازند. از سوی دیگر، بازارهای آب باید معیار روشنی از ارزش آب ارائه دهند و حفاظت از آب را ترغیب کنند. تجارت آب می‌تواند یک راه حل باشد زیرا قیمت‌های حاشیه‌ای را برای کاربران یکسان خواهد کرد و بر اساس منحنی نیاز هر کاربر، یک قیمت به آب اختصاص می‌دهد؛ علاوه بر این، اطلاعاتی در مورد ارزش آب در مصارف مختلف حاصل می‌شود و انگیزه‌های سازگار ایجاد خواهد شد. مطالعات نشان داده است که برای تبدیل تخصیص مصارف توسعه یافته به تراز اقتصادی، تنها انتقالات متوسطی از آب (۱۰ درصد) از کشاورزی به مناطق شهری نیاز است. بهبود کیفیت آب در رودخانه، جزء مزایای زیست‌محیطی احتمالی تجارت است زیرا آب به کاربران تولیدکننده که از نظر اقتصادی کمترین بهره‌وری را دارند، اختصاص نخواهد یافت. تجارت، ریسک را نیز مجدداً تخصیص می‌دهد در حالی که نظام تخصیص قبلی، آب و ریسک را به‌طور ناکارآمد و نابرابر بین کاربران مشابه اختصاص می‌دهد.
تجارت آب باید Pareto efficient باشد بدین معنا که تخصیص بهینه آب از نظر اجتماعی تخصیصی است که هیچ‌کس نمی‌تواند بدون بدتر کردن شرایط برای دیگری، آنرا بهتر سازد و شامل جبران بازندگان در تخصیص می‌شود. سطح بهینه از نظر اجتماعی سطحی است که آب به کسانی که بیشترین ارزش را به آن می‌دهند اختصاص یابد. با این حال، غالباً جبران خسارت مالباختگان از انتقال آب، به دلیل اینکه شناسایی آنها مشکل است یا اینکه ممکن است آنها در محدوده‌های سیاسی مختلف قرار گرفته باشند، عملی نیست. اقتصاددانان تصدیق می‌کنند که نتایج نهایی بازار تجارت آب و چگونگی دستیابی به آنها، پرسش‌های مهم سیاستی هستند.

### شرایط بازار تجارت آب
با رعایت شرایط زیر، مزایای مذکور برای تجارت آب، بدست می‌آیند:
- خریداران و فروشندگان داوطلب: افراد علاقه‌مند به خرید باید به حقوق آب دسترسی داشته باشند و علاقه‌مندان به فروش حقوق خود نیز باید مجاز به انجام این کار باشند.
- تخصیص حقوق مطلق: به منظور دستیابی به کارآمدی در توزیع و استفاده از حقوق آب، منابع موجود باید بین گروه‌های بخصوص اختصاص یابد. زمانی که مالکان، بر خود آب حق ندارند، برای استفاده از آب حق باید حق داشته باشند. این حقوق مالکیت توسط یک نهاد حاکم تعیین شده و در بسیاری از موارد برای فروش یا اجاره در دسترس قرار می‌گیرد.[۱۳]
- اطلاعات: به منظور عملکرد مؤثر در یک بازار، شرکت کنندگان باید هزینه‌های تخمینی خود را بدانند. کسی که دارای حقوق آب یک منطقه ویژه است باید پارامترهای مختلفی همچون مقدار آب مورد نیاز، ارزش آب و نقطه ای که در آن مصرف اضافی آب دیگر سودمند نیست را بداند (یعنی زمین به‌طور کامل آبیاری شده و آب اضافی مضر باشد).[۱۳]
- تعریف واضح حقوق: این موضوع به سنجش پیکره‌های آبی که در اختیار دارندگان حقوق، قرار دارد اشاره می‌کند. پیکره‌های آبی، باید به‌طور مستمر شناسایی شوند و «حق استفاده» از آب نیز باید اندازه‌گیری گردد. عدم شفافیت در مجوزها یا تخصیص حقوق آب می‌تواند موجب شکست، بی‌ارزش و بی‌اعتبار شدن مبادلات شود.
- قابل جدا کردن از حقوق زمین: زمانی تجارت آب را می‌توان به کاراترین شکل ممکن انجام داد که دسترسی به آب مستقل از زمین باشد. هنگامی که کسی به فکر فروش یا اجاره همزمان آب و زمین نباشد تجارت آب پیچیدگی کمتری پیدا می‌کند.[۱۴]

### انواع تجارت
سهامداران مختلفی، از جمله کاربران کشاورزی، صنعتی و شهری همچنین آنهایی که برای کاربرد آب برای تفریح، حفظ زیستگاه یا دیگر مزایای زیست‌محیطی ارزش قائلند، به عنوان شرکت کنندگان احتمالی در یک بازار آب شناخته می‌شوند. دارندگان حقوق آب - به ویژه کاربران کشاورزی - می‌توانند با استفاده از فناوری حفظ آب، از طریق شخم دائمی، شخم فصلی، تغییر در انتخاب محصول یا حفظ داوطلبانه آب (مثلاً اقدامات حفاظت از آب محلی)، آب را برای تجارت در دسترس قرار دهند. آنگاه معاملات می‌تواند به صورت اجاره‌های بلند مدت، انتقالات دائمی، اجاره‌های کوتاه مدت یا انتقال قابل بازیابی باشد که این امر، توانایی یک شهر برای اجاره آب تحت شرایط ویژه خشکسالی را افزایش می‌دهد. ابزارهای تجاری قابل انعطاف دیگری وجود دارد که توسط مناطق شهری مورد استفاده قرار می‌گیرند مثل اجاره نامه‌های آب، که در آن شهرداری حق آب را از کاربران کشاورزی خریده و سپس می‌تواند آن را در سال‌های غیر خشکسالی، به عنوان راهی برای اطمینان از تأمین آب شهری به آن کاربران اجاره دهد. بانکداری آب ابزاری مرتبط است که در آن آب در زیرزمین در سال‌های غیر خشکسالی ذخیره می‌شود تا در سال‌های خشکسالی مورد استفاده قرار گیرد، اگرچه این موضوع را نباید با بانک‌های آب که مؤسسات کارگزاری هستند اشتباه گرفت. عمل water ranching روشی است برای دستیابی به حقوق آب غیرقابل انکار که به‌طور قانونی به حقوق زمین منتسب هستند. در حالی که بسیاری از مناطق این دو نوع حقوق را از یکدیگر جدا کرده‌اند، هنوز بعضی مناطق از جدا کردن حقوق اجتناب کرده و بنابراین به تقویت water ranching ادامه می‌دهند. در صورت water ranching، آب زیرزمینی حذف شده از دارایی، اغلب بیشتر از آن چیزی است که برای مصرف میانگین کشاورزی استفاده شده است که می‌تواند برای اکوسیستم‌هایی که به آن متکی هستند، مضر باشد. این اقدام، در پراکندگی مالکیت زمین و دسترسی آب نیز ناکارآمدی ایجاد می‌کند زیرا گروه‌های غیر کشاورزی مثل شهرداری‌ها ممکن است یک قطعه زمین را به آسانی برای آب آن خریداری کنند. اعتبارات آب: ایده این است که یک گواهی قابل معامله داشته باشید که مقدار آب ذخیره شده توسط یک مؤسسه، سازمان یا یک فرد را اطلاع می‌دهد، این امر به حداکثر استفاده از هر قطره آب موجود کمک می‌کند. این گواهی ممکن است به عنوان مجوزی تعریف شود که به دارنده امکان تجارت آب حفاظت شده را در بازار بین‌المللی با قیمت بازار فعلی خود می‌دهد.

### انواع سازوکارهای تجارت آب
بازارهای آب معمولاً به دو شکل رسمی و غیررسمی پدید می‌آیند. بازارهای رسمی آب، بازارهایی هستند که از پشتیبانی نظام حقوقی برخوردارند. به بیانی دیگر، نظام حقوقی، مبادلات کارآمد بازار را تقویت می‌کند و حل و فصل اختلافات قرارداد را امکان‌پذیر می‌سازد. بازارهای غیررسمی، بازارهایی هستند که قراردادها به جای قواعد حقوقی، بر پایه پیوندهای اجتماعی رفع و رجوع می‌شوند. موفقیت بازارهای رسمی آب، وابستگی زیادی به چارچوب نهادی دارد تا از آنها پشتیبانی کند، ولی در بازارهای غیررسمی آب، به شکل درون‌زا، چارچوب‌های نهادی متناسب با نیازهای بهره‌برداران شکل می‌گیرد.

### توجیه بازارهای تجارت آب
تأسیس بازار آب می‌تواند راه حل مناسبی برای مشکل توزیع منابع کمیاب آب در میان تقاضای در حال افزایشی باشد که وابسته به بافت تاریخی، سیاسی، قانونی و اقتصادی یک جامعه است. به عنوان مثال، جایی مثل ایالات متحده غربی، که (دکترین) حقوق آب مبتنی بر برداشت قبلی (متقدم)، تخصیص آب شیرین را دیکته می‌کند، مصرف‌کنندگان جدید بدون استفاده از بازارهای آب، ممکن است منابع اندکی برای برای تأمین نیازهایشان داشته باشند (جایگزین‌های بازارهای آب در زیر مورد بحث قرار گرفته است). بنابراین، حقوق تاریخی ممکن است مصرف‌کنندگانی که نسبت به مصرف‌کنندگان فعلی مایل به پرداخت بیشتر هستند را نادیده بگیرد. تجارت آب مکانیسمی برای توزیع حقوق به آنهایی که بیشترین ارزش را برای آب قائل می‌شوند فراهم می‌کند. همچنین، نیازهای حاضر در جریان رودخانه (مانند شیلات و اکوسیستم‌های آبزی و سیلاب زی و فعالیت‌های تفریحی)، ممکن است در یک سیستم تقدم‌محور نادیده گرفته شوند؛ مثلاً، مؤسسات حاکم بر منابع آب در ایالات متحده از نظر تاریخی از تخصیص آب برای مصارف اقتصادمحور مانند برنامه‌های کشاورزی، برق آبی و شهری، طرفداری کرده است. به همین ترتیب، حقوق آب غربی در جهت تشویق انحراف جریان آب تکامل یافته است؛ آبی که جریان را ترک می‌کند «بی فایده» تلقی می‌شود و بنابراین تقاضای آب درون رودخانه نادیده گرفته شد.
حقوق آب، مظاهر متعددی دارد. حقوق آب مبتنی بر تخصیص قبلی و مبتنی بر مجاورت از اشکال رایج آن هستند. تخصیص قبلی، این را دیکته می‌کند که اولین فردی که از آب برای مصرف سودمند استفاده می‌کند حق دارد که به همین طریق از آن استفاده کند مگر اینکه انتخاب کند که این حقوق را بفروشند یا اجاره دهد. حقوق آب مجاورتی به گروه‌هایی که دارای مالکیت زمین مجاور به یک پیکره آبی هستند، اختصاص می‌یابد. غالباً با حقوق مجاورت، حقوق آب نمی‌تواند از حقوق زمین جدا شود و آب موجود ممکن است به خارج از حوزه آبخیزداری مبدأ منتقل نشود. هر دو نوع حقوق آب با توجه به ترتیبی که در آن اختصاص یافته‌اند، به حقوق «قدیمی یا ارشد» و «جوان» تقسیم می‌شوند. ابتدا دارندگان حقوق قدیمی و بعد از آن، دارندگان حقوق جوان، آب خود را دریافت می‌کنند و به‌طور ایده‌آل آب کافی برای هر طرف برای بازخرید سهام خود وجود دارد. در صورت عدم وجود تجارت آب، خشکسالی می‌تواند باعث شود که دارندگان حقوق، دسترسی کامل خود را از دست دهند. در این فصول خشک‌تر، برای مقامات حکومتی این امکان وجود دارد که حقوق آب جوان را در یک دوره زمانی محدود کنند تا دارندگان حقوق قدیمی، اجازه بازخرید مقادیر کامل (حق) خود را از طریق فرایندی که سیاست اولویت نامیده می‌شود، پیدا کنند.
جایی که آب کمیاب است، حقوق قابل معامله آب می‌تواند انگیزه حفظ آب را ایجاد کند و آب بیشتری را برای تجارت در دسترس قرار دهد. به عنوان نمونه با استفاده از نظام حقوق متقدم غربی، دارندگان حقوق قدیمی و جوان، اگر که تخصیص آب خود را به‌طور کامل برای مصارف سودمند (beneficial use)[18] استفاده نکنند ممکن است حقوق خود را از دست دهند (معیارها برای باطل کردن حق forfeiture و تعریف «استفاده سودمند» در هر ایالت متفاوت است). به دلیل اینکه دارندگان حقوق «دارای» حقوق آب نیستند اما فقط آب را مصرف می‌کنند، آنها هیچ هزینه ای برای مصرف بیش از حد متحمل نمی‌شوند و ممکن است آب بیشتری نسبت به نیازشان برای جلوگیری از توقیف مصرف کنند. کاربران کشاورزی آب ممکن است برای توجیه و حفظ تخصیص آب فعلی خود، عمداً آب را برای محصولات کم ارزش یا محصولات پرآب به کار ببرند؛ بنابراین، حقوق قابل معامله می‌تواند تولید محصولات کشاورزی با ارزش تر یا محصولات کم آب تر را نیز ترغیب کند. در مورد ایالات متحده غربی از سال ۲۰۰۶، آبیاری‌ها معمولاً بیش از ۸۰ درصد آب شیرین را مصرف می‌کند و بنابراین بازارهای تجارت آب می‌تواند مجدداً آب را به مصارف شهری، زیست‌محیطی و محصولات باارزش تر، که ارزش بیشتری برای آب در حاشیه قائل می‌شود، تخصیص دهد.
بازارهای آب ممکن است در مناطقی که هیچ قانونی برای مدیریت استفاده از آب زیرزمینی وجود ندارد یا قوانین ناکارآمد هستند، مناسب باشند. به دلیل اینکه آب زیرزمینی عموماً در دسترس افرادی است که چاه حفر می‌کند و (آب را) پمپ می‌کند، سطوح ایستابی سراسر جهان در چندین دهه گذشته به سرعت افت پیدا کرده است. کاهش آبخوان‌ها و سطوح ایستابی پایین نگران کننده است زیرا آبخوان‌ها نسبتاً آهسته تغذیه می‌شوند و سطوح ایستابی پایین‌تر می‌تواند به نفوذ نمک منجر شود و آب شیرین را برای مصرف نامناسب سازد.
به‌طور کلی بازارهای آب ابزارهای منعطفی در نظر گرفته می‌شوند که در اصول نظری، باید برای تغییر قیمت‌ها تعدیل شوند و پاسخگوی شرایط در حال تغییر بازارها (مثلاً بارش کمتر، تقاضای افزایش یافته) باشند. از نظر تاریخی، جوامع خاصی مثل آنهایی که در ایالات متحده غربی هستند، ممکن است به کمبود آب و تقاضای در حال افزایش از طریق راه حل‌های تأمین‌محور (supply-side) مثل افزایش ظرفیت ذخیره‌سازی و زیرساخت‌های انتقال (مثل ساخت سد و کانال آب) پاسخ داده باشند. به علت هزینه‌های بالاتر، کاهش مکان‌های ساخت سد و افزایش آگاهی از آسیب زیست‌محیطی ناشی از ساخت سد (به عنوان یک مثال، اختلال در زندگی ماهی سالمون شمال غربی، بازارهای آب ممکن است نسبت به راه حل‌های تأمین آب که در بلند مدت با دوام و پایدار نیستند، ارجحیت داشته باشند. بازارهای آب می‌توانند بار مالی نگهداری را از آژانس‌های دولتی به فروشندگان و خریداران خصوصی که در بازارهای آب حضور دارند، سوق دهد.

## نقش نهادها
تحقیقات تجربی نشان می‌دهد که پیامدهای پایداری و مدیریت موفق منابع مشترک (Common Pool Resource)، به نهادهای حاکم بستگی دارد و اینکه هیچ نوع نهاد یا نظام مدیریتی قادر نیست که به‌طور یکنواخت منابع مشترک را به‌طور بهینه در همه زمینه‌ها مدیریت کند. CPR یک نظام منبع طبیعی یا ساخته دست بشر است که به قدری گسترده است که منحصر کردن بهره‌برداری از آن را برای گروهی بخصوص دشوار می‌سازد. آب، ذاتاً یک منبع مشترک است؛ با این حال هنگامی که حقوق مالکیت اختصاص داده می‌شوند و مصرف آن توسط صاحب حقوق آب، رقابتی و انحصاری می‌گردد، ویژگی‌های یک کالای خصوصی را به خود می‌گیرد. با این وجود حتی زمانی که حقوق مالکیت تخصیص می‌یابد، آب یک کالای خصوصی خالص نیست، زیرا افراد ذی‌نفع دارنده حقوق غیر آبی می‌توانند به آب بالادست دسترسی داشته باشند. آب استفاده شده برای آبیاری نیز (به زمین) نفوذ خواهد کرد و به جریان بازمی‌گردد بنابراین ذینفعان دارای حقوق غیر آبی پایین دست از جریان‌های بازگشتی سود خواهند برد؛ بنابراین ویژگی‌های خاص منبع مشترک آب، حتی در یک بازار تجارت آب نیز حفظ می‌شوند و باید بدین صورت مدیریت شوند.
در دنیای منابع ذخیره مشترک، تخصیص دهنده شخصی است که از نظام منبع کناره‌گیری می‌کند، تأمین کنندگان نمایندگانی هستند که تهیه یک CPR را تنظیم می‌کنند و تولیدکنندگان، برای اطمینان از پایداری طولانی مدت یک نظام CPR، اقدام به ساخت، تعمیر یا فعالیت می‌کنند. همچنین، گرت هاردین با توجه به بازارهای تجارت آب، پیشنهاد کرد که منابع مشترک در یک «تراژدی منابع مشترک»، که همه بهره برداران برای به حداکثر رساندن مزایای فردی بدون در نظر گرفتن سود یا هزینه اجتماعی، به مصرف منابع ذخیره مشترک ادامه خواهند داد، خاتمه خواهد یافت: «نابودی مقصدی است که همه به سوی آن یورش می‌برند، در جامعه ای که به آزادی عمومی اعتقاد دارد، هرکدام بیشترین منفعت فردی را دنبال می‌کنند».
استراتژی "Leviathan" طرحی سنتی برای مدیریت منبع مشترک است که در آن یک مرجع مرکزی (مثل دولت) باید قوانین را اعمال کند و در صورت نیاز بهره برداران را برای پیروی از قوانین منبع وادار یا مجازات کند؛ با این حال یک مجری بزرگ نمی‌تواند همه متخلفین را دستگیر کند یا اطلاعات کاملی را به دست آورد بنابراین استراتژی Leviathan یک راه حل کامل نیست. دومین طرح سنتی برای مدیریت منبع مشترک، خصوصی‌سازی است، که در آن منابع به‌طور ملموس تقسیم می‌شوند و منحصراً توسط واحدهای فردی، مدیریت و مصرف می‌شوند. با این حال، خصوصی‌سازی یک راه حل کامل نیست زیرا هنگامی که منبع تقسیم می‌شود همه واحدهای حاصل، دارای ارزش یکسان فرض می‌شوند.
به عنوان جایگزین، الینور استروم مطرح می‌کند که منابع مشترک در نظام‌های پیچیده اجتماعی- اکولوژیکی تعبیه شده‌اند و می‌تواند توسط نهادهای عمومی چند مرکزی یا تو در تو، جایی که مؤسسات در مقیاس‌های مختلف (مثلاً حوضه هیدولوژیکی ملی تا محلی) افقی و عمودی برای مدیریت پایدار یک منبع مشترک، همکاری می‌کنند، مدیریت شوند. مجریان خارجی لزوماً نیاز به پیگیری و اجرای مجازات‌ها ندارند؛ در عوض، سهامداران (شرکت کنندگان) می‌توانند به صورت داخلی، اجرای قانون را پیگیری کنند. همچنین آن دسته از عاملان که راجع به هزینه‌ها و مزایای تخصیص منابع محلی اطلاعات بیشتری دارند، در مدیریت شرکت می‌کنند.

## پیچیدگی‌های بازار تجارت آب
موانع توسعه بازارهای آب شامل این واقعیت است که آب تا حد زیادی یک کالای عمومی است و حقوق آب با یک نهاد حاکم است در حالی که افراد صرفاً حق «استفاده» را دارند. بعلاوه، آب یک کالای استاندارد نیست، تأمین آب غیرقطعی است و از درون نظام‌های پیچیده طبیعی و ساخته دست بشر، جریان می‌یابد. بازارهای کم جمعیت با شرکت کنندگان اندک می‌تواند ناشی از نوسانات در تأمین آب باشد. هزینه‌های مبادله در تجارت آب می‌تواند بالا باشد به دلیل نیاز به نقل و انتقال فیزیکی آب و مصوبات اداری مورد نیاز، که ممکن است به دلیل بیگانگی به اشخاص ثالث داده نشود. علاوه بر این، ویژگی‌های سازمانی مثل ساختار حوضه آب، مکانیسم جیره‌بندی آب و قوانین دیگر مثل الزامات جریان بازگشتی، هزینه‌های مبادله را تحت تأثیر قرار می‌دهد.

### اثرات شخص ثالث
اثرات شخص ثالث در مورد تجارت آب می‌تواند مثبت یا منفی باشد و وقتی اتفاق خواهد افتاد که سودها یا هزینه‌های یک معامله علاوه بر خریدار و فروشنده که در تجارت حق آب دخیل هستند به اشخاص (دیگری) تعلق گیرد. نمونه‌هایی از اثرات شخص ثالث عبارتند از:
- عرضه غیرقابل اعتماد: عرضه غیرقابل اعتماد مربوط است به احتمال اینکه یک دارنده حقوق آب بتواند مقدار قابل انتظاری را در یک سال آبی معین دریافت کند. این احتمال دریافت، به تغییرپذیری طبیعی تأمین آب (مثلاً خشکسالی و بارش نامنظم)، مؤسسات حاکم که تخصیص آب را مدیریت می‌کنند، تلفات ذخیره و انتقال (مثلاً از تبخیر یا نشت) و دسترسی به جریان‌های برگشتی، بستگی دارد.[۲۹]
- تحویل تأخیری: تحویل تأخیری مربوط است به ظرفیت ذخیره آب و زیرساخت انتقال. معمولاً در زمان اوج تقاضا، زیرساخت، فاقد ظرفیت ذخیره‌سازی یا تحویل آب مورد نیاز برای همه کاربرانی است که در آن لحظه به آب احتیاج دارند. با این حال، به دلیل اینکه تقاضای آب فصلی است (مثلاً تقاضای بیشتر در ماه‌های گرم تر یا خشک‌تر)، تقویت زیرساخت برای تأمین سطح بالای (اوج) تقاضا در طول سال، ممکن است مقرون به صرفه نباشد؛ بنابراین، بعضی کاربران ممکن است تخصیص آب خود را هنگامی که بیشترین نیاز را به آن دارند، دریافت نکنند.[۲۹]
- هزینه‌های مفغول ذخیره یا تحویل:[۲۹] مجدداً، فصل کار، موقعیت جغرافیای و اختلاف ارتفاع عواملی مهم هستند زیرا آب غیرقابل فشرده سازی است (برخلاف چیزهایی مانند گاز طبیعی) و نمی‌توان با هزینه اندک آنرا ذخیره یا به مسافت‌های طولانی یا ارتفاعات منتقل کرد.[۹]
- کیفیت آب: بسته به موقعیت مبدأ و نقطه پایانی آب معامله شده، جریان‌های برگشتی می‌تواند کیفیت آب را بهبود یا کاهش دهد.[۲۹]
- تخریب شیلات: کاهش جریان‌ها ناشی از تخصیص آب در خارج از رودخانه می‌تواند تأثیر منفی بر سلامت (وضعیت) شیلات داشته باشد.[۹]
- تأثیر منطقه مبدأ: این امر به واکنش زنجیره ای از کاهش فعالیت اقتصادی محلی و نتیجتاً افت پایه مالیاتی در منطقه مبدأ مربوط است. هنگامی که آب معامله شد، فعالیت اقتصادی دارندگان حقوق آب صنعتی و کشاورزی کم می‌شود. اجماع آکادمیک این است که تأثیر منطقه مبدأ وجود دارد اما بزرگی تأثیر آن متغیر است و بحث گسترده‌ای دارد.[۹]

### موانع تجارت
عوامل زیر می‌توانند مانع تجارت در بازار آب شوند:
- هزینه‌های بالای زیرساخت: برای جابه جایی آب بین یک فروشنده و خریدار و در مسافت‌های طولانی جهت تخصیص مجدد آن در مصارفی که بیشترین ارزش را دارند، زیرساخت‌های فیزیکی بسیاری نیاز است.[۳۰] اغلب اوقات سرمایه ساخت دقیق زیرساخت کانال توسط یک نهاد دولتی تأمین و حفظ می‌شود.[۳۰]
- هزینه‌های بالای مبادلاتی: مجموع هزینه‌های دستیابی به اطلاعات، تحقیق جهت یافتن تاجران مشتاق، مذاکرات برای دستیابی به معاملات سودمند متقابل، ثبت تجارت‌ها و اجرای قراردادهای تجاری، هزینه مبادلاتی بازار آب می‌باشد.[۳۱] افزایش محدوده جغرافیایی تجارت و تعداد سهامداران دخیل باعث افزایش هزینه مبادلاتی در تجارت می‌شود.[۹]
- موانع قانونی: در ایالات متحده، مقررات فدرال تحت عنوان قانون گونه‌های در معرض خطر، دکترین اعتماد عمومی، یا قانون آب پاک[۳۲] برای حمایت یک گونه یا حفظ کیفیت آب، نیازمند جریانات حداقلی است و ممکن است از تجارت‌های خارج جریان جلوگیری کند (مثلاً، حمایت دادگاه از Hypomesus transpacificus در کالیفرنیا را ببینید.)
- نظام حقوق آب: اگر یک نظام جیره‌بندی وجود داشته باشد که در آن کاربران (دارای) حقوق قدیمی همه سهام خود را قبل از اینکه کاربران حقوق جوان سهمی را تحت شرایط خشکسالی تصاحب کنند (نظام اولویت)، به دست آورند، اگر کاربران قدیمی نتوانند به آسانی آب را با دیگر کاربران معامله کنند، انگیزه کمی برای صرفه جویی خواهند داشت.[۹] این امر تجارت را پیچیده می‌کند زیرا حقوق ناهمگن باید برای هر معامله، کمی سازی و قیمت گذاری شوند و (این موضوع) با تغییرات کوتاه مدت در عرضه کمتر سازگار است.[۹]
- موانع سیاسی و اجتماعی: برای تحقق موفقیت یک بازار آب، احزاب چندگانه ای (متعدد) در جامعه باید بازارهای آب را به عنوان ارزش‌ها و اهداف اجتماعی تلقی کنند.[۷] با این حال با توجه به مجموعه گروه‌های اجتماعی، بعضی اوقات با ارزش‌ها یا اهداف رقابتی، دستیابی به تصویب بازار آب مورد نیاز میان گروه‌های متعدد، دشوار است. سهامداران دخیل در بازار باید موافق قوانین حاکم بر معامله باشند و آنها را انجام دهند تا چانه‌زنی مؤثر و کارآمد اتفاق بیفتد.[۹] اگر نمایندگان مخالف باشند، رهبری منتخب سیاسی ممکن است تمایلی به حمایت از بازارهای آب، حمایت از قوانین مربوط به تجارت یا افزایش قیمت آب برای منعکس کردن شرایط کم‌آبی نداشته باشد. همچنین، رهبری سیاسی باید متقابلاً نتایج سیاستی مورد نظر از بازارهای آب را تعیین کند و مدیریت بازار آب، باید برای دستیابی به نتیجه سیاستی مورد نظر، عملی و پایدار باشد.[۷] در نهایت، اگرچه تخصیص آب به استفاده زیست‌محیطی به میزان زیادی شناخته شده است، مقاومت در برابر استفاده غیر مصرفی از آب ممکن است در جوامعی که از نظر تاریخی آب برداشت نشده از جریان را به عنوان هدررفت تلقی کرده‌اند، پابرجا بماند چرا که آنها آب باقی مانده در جریان رودخانه در رفاه اقتصادی دخیل نمی‌دانند.[۲۰]

### ملاحظات دیگر
- برابری: علاوه بر تخصیص مبتنی بر کارایی اقتصادی، تخصیص آب با هدف برابری و عدالت، صرف نظر از توانایی فردی برای پرداخت هزینه، یکی از ملاحظات جدی در توزیع آب می‌باشد.[۷][۹][۱۵] اگر که دولت برای در دسترس قرار دادن آب برای افرادی که توانایی پرداخت قیمت بازار آب را ندارند، یارانه و خدمات رایگان ارائه دهد یا به صورت اداری قیمت گذاری آب را تعیین کند، توزیع آب برای دستیابی به برابری اجتماعی، مانع کارآمدی اقتصادی خواهد شد.[۷] همچنین، برابری یکی از نگرانی‌های بازارهای آب است به این معنا که خریداران و فروشندگان شرکت کننده باید به دست آوردن فرصت برابر در یک معامله را درک کنند.[۷]
- قیمت گذاری: قیمت حاشیه‌ای در یک بازار آب باید منعکس کننده برابری بین تمایل حاشیه‌ای همه مصرف‌کنندگان در بازار، به پرداخت و هزینه اجتماعی حاشیه‌ای تأمین باشد. با این حال عملاً، آب اغلب توسط مؤسسات مدیریت که مخالف افزایش قیمت‌ها برای انعکاس کم‌آبی هستند، به صورت اداری قیمت گذاری می‌شود، بنابراین آب زیر قیمت و بیش از حد مصرف می‌شود.[۱۵][۱۶] از آنجا که قیمت‌های اداری (اجرایی) با شرایط بازار تعیین نمی‌شوند، نمی‌توانند به صورت خودکار به تغییرات عرضه بلند مدت یا کوتاه مدت پاسخ دهند،[۱۶] و می‌تواند در سطوح مختلفی تنظیم شود[۷] که دیگر منطبق بر کارایی پارتو نیست. یکی از چالش‌ها در تعیین یک قیمت حاشیه ای اجتماعی درست، دشواری اندازه‌گیری کشش قیمت آب است.[۱۶] به دلیل اینکه ممکن است استفاده آب، اندازه‌گیری نشود یا اینکه آب رایگان باشد، تعیین کشش قیمت برای بخش کشاورزی یا صنعتی می‌تواند دشوار باشد.[۱۶] ارزش حاشیه ای تقاضای درون رودخانه ای (instream) نیازمند تکنیک‌های ارزشگذاری غیر بازاری از جمله مدل‌های تقاضای تفریح، ارزشگذاری یا مدل‌های مسکن هیدونیک است.[۱۶] با این حال با افزایش انحراف آب خارج از جریان، ارزش حاشیه ای آب برداشت شده از درون جریان افزایش خواهد یافت[۱۶] و تکنیک‌های ارزشگذاری غیر بازاری فقط یک قیمت استاتیک را منعکس خواهند کرد. اندازه‌گیری کشش تقاضای آب شهری نیز دشوار است زیرا به‌طور تاریخی، آب شهری زیر قیمت است و بر اساس هزینه حاشیه ای عرضه بلند مدت، تنظیم می‌شود.[۱۶]
- ارزشگذاری: حجم معاملات ممکن است بیانگر کل موارد مرتبط با کارایی و اهمیت یک بازار آب، نباشد. تعداد کم معاملات لزوماً نشان دهنده یک بازار آب ناکارآمد نیست همچنین تعداد بالا، کارآمدی را نشان نمی‌دهد. حجم معاملات واقعی در بازارهای آب مورد مطالعه واقع شده نسبتاً کم بوده است. خارج از ایالات متحده، در استرالیا، ۵۱ معامله بین دولتی (ایالتی) بین سال‌های ۲۰۰۰ تا ۲۰۰۲ اتفاق افتاده است.[۸] اگرچه از دهه ۱۹۸۰ در ایالت نیوساوث ویلز (New South Wales) در استرالیا، تجارت آب به عنوان راهی برای مدیریت خشکسالی‌ها، وجود داشته است، با این حال، بازار همچنان محدود است و اکثراً در بخش آبیاری انجام می‌شود.[۸] در شیلی اکثر تجارت‌ها در سانتیاگو یا در صحرای شمال انجام می‌شود.[۸] در ایالات متحده بین سال ۱۹۹۰ تا سال ۲۰۰۰ در ۱۹ ایالت غربی، ۱۰۶۵ فروش و ۵۵۲ اجاره حقوق آب وجود داشته است اما اکثر فروش‌ها در کلرادو و در رابطه با پروژه سد بزرگ تامپسون بوده است.[۸] به‌طور کلی، بازارهای آب کارا در سهام همگن آب تجارت می‌کنند، و سهولت ورود و خروج و هزینه‌های پایین معامله، همگی به ساختار خاص بازارها بستگی دارد.[۳۰][۳۳]

## گزینه‌های جایگزین برای بازارهای تجارت آب
در جاهایی که بازارهای آب بادوام یا مطلوب نیستند مکانیسم‌های زیر ممکن است برای تخصیص منابع کمیاب آب مورد استفاده قرار گیرند:
- جابجایی اداری[۱۶] ("تخصیص عمومی" نیز نامیده می‌شود)[۷]
- توقیف یا رها کردن حقوق آب، که توسط نهاد حاکم تعیین می‌شود[۱۶]
- تصرف اجباری[۱۶]
- چالش‌های قانونی در تخصیص موجود آب[۱۶]
- تعیین تکلیف قانونی[۱۶]
- تخصیص مجدد آب از طریق بازطراحی پروژه‌های آبی بزرگ مقیاس[۱۶]
- قیمت گذاری هزینه حاشیه ای[۷]
- تخصیص کاربر-محور[۷]

## تجارت آب در کشورها

### هند
تقریباً نیمی از تأمین آب در هند از آب زیرزمینی صورت می‌گیرد و بازارهای آب عمدتاً شامل آب‌های زیرزمینی و به میزان کم، آب سطحی هستند. خریدوفروش آب در هند موضوع جدیدی نیست و قبل از شکل‌گیری و توسعه بازارهای آب به‌صورت رسمی نیز آب بین کشاورزان مبادله می‌شده است. اکنون بازارهای آب در هند اغلب به‌صورت غیررسمی و محلی هستند و اگرچه فروش آب اساساً برای اهداف کشاورزی است، اما فروش برای استفاده‌های غیر کشاورزی هم معمول است. خریداران آب نیز غالباً کشاورزان کوچکی هستند که سرمایه لازم برای زیرساخت‌های دسترسی به آب ار قیبل هزینه‌های استحصال آب را ندارند و بدون بازار امکان دسترسی به آب ندارند. در هند حداقل دو گونه قرارداد متفاوتی برای مبادله آب وجود دارد:
- قرارداد دوجانبه که در آن فروشنده آب آبیاری را تأمین می‌کند و ۵۰ درصد هزینه‌های نقدی (به‌استثنای هزینه‌های کار) را تقبل می‌کند و ۵۰ درصد از محصول تولید شده را صاحب می‌شود؛
- قرارداد سه‌جانبه که در آن فروشنده آب، صاحب زمین و یک کارگر به‌طور مساوی هزینه‌های نقدی و همچنین محصول تولید شده را به اشتراک می‌گذارند.

از آن‌جایی که بیشتر کشاورزان آب اضافی و مازاد خود را می‌فروشند، هزینه فرصت آن‌ها ناچیز است و ارزش واقعی آب به‌خوبی در قیمت آن منعکس نمی‌شود. با این وجود قدرت چانه‌زنی خریداران بیشتر از قدرت انحصاری فروشندگان کارآمد است.
بخش اصلی برداشت آب زیرزمینی هند وابسته به دسترسی به الکتریسیته است. در هند الکتریسیته به خاطر یارانه آن یا بسیار ارزان یا حتی مجانی است که سبب افزایش تمایل کشاورزان به استفاده از آب زیرزمینی و تمایل به کاشت محصولات سازگار با آب زیرزمینی نسبت به آب سطحی می‌شود. دسترسی به الکتریسیته یارانه‌ای امکان گسترش بازار آب را فراهم کرده است. مخصوصاً برای کشاورزان حاشیه‌ای و کوچک که به دلیل سرمایه و دارایی کم توانایی اقتصادی کمتری برای داشتن چاه شخصی دارند، بازار، آب مورد نیاز را تأمین کرده است. در منطقه مادیا پرادش هند، شکل‌گیری بازار آب زیرزمینی به صورت غیررسمی و تحت تأثیر عدم توانایی عرضه رسمی آب مورد نیاز کشاورزان از طریق کانال است.
در این حیطه، بازار آب می‌تواند عدالت را از طریق گسترش مقیاس دسترسی کشاورزان از رده‌های مختلف به آب زیرزمینی، بهبود دهد. درنتیجه در هند بازار آب به‌عنوان یک سازوکار نهادی مهم در جهت افزایش دسترسی به آبیاری زیرزمینی مخصوصاً برای کشاورزان حاشیه‌ای و کوچک، عمل کند. اما به دلیل هزینه پایین برداشت آب، بازار آب صاحبان چاه‌ها را تشویق به افزایش برداشت و فروش به سایرین می‌کند و این موضوع منجر به افت آبخوان‌ها و بی عدالتی بین نسلی می‌شود.

### پاکستان
اکثر آب موردنیاز کشاورزان پاکستان با کانال عمومی تأمین می‌شود که ۷۰ درصد زمین‌های آبیاری شده را پوشش می‌دهند. در حدود ۲۵ درصد از مناطق مورد آبیاری آب‌های زیرزمینی مورد استفاده قرار می‌گیرد و بیش از ۳۶ درصد از کل آب مزارع کشور را فراهم می‌کند. درنتیجه آب زیرزمینی به‌عنوان یک ورودی حیاتی چه به‌صورت تنها و چه در کنار آب آبیاری سطحی مانند کانال‌ها عمل می‌کند. در سال ۱۹۹۳، چاه‌های خصوصی حدود ۷۲ درصد آب زیرزمینی و ۲۷ درصد کل آبیاری مزارع را در پاکستان فراهم می‌کردند. در پاکستان، آبیاری از طریق کانال به‌طورکلی ارزان‌تر و باکیفیت بالاتر از آب چاه‌های خصوصی است. مزیت اصلی چاه‌های آب خصوصی، در مقدار بیشتر و درجه کنترل بالاتر نهفته است. برای آبیاری با کانال، کشاورزان بر اساس هکتار محصولات و نه حجم مصرف آب، باید هزینه بپردازند که این قیمت کمتر از یک‌دهم هزینه آب چاه است و مقدار شوری آن نیز کمتر است.
بازار آب در پاکستان به‌صورت غیررسمی است و برای خریدوفروش آب ممنوعیت وجود دارد. فروش آب چاه در مناطقی که امکان آبیاری از طریق کانال وجود دارد و صاحبان چاه‌هایی که دارای زمین‌هایی با سایز متوسط و نه بزرگ هستند، بیشتر شایع است. فروشندگان آب اغلب کشاورزان متوسط و خریداران آب کشاورزان کوچکی هستند که امکان احداث چاه ندارند. محدود شدن فروش آب به کشاورزان متوسط، علاوه بر ناتوانی کشاورزی کوچک در سرمایه‌گذاری برای حفر چاه، ناشی از تمایل به استفاده حداکثری کشاورزان بزرگ از آب استخراجی در زمین خودشان است؛ بنابراین کشاورزانی با وسعت زمین بین ۱۰ تا ۲۵ هکتار آب مازاد بیشتری نسبت به کشاورزان بزرگ جهت فروش ارائه می‌دهند. نتایج مطالعات نشان می‌دهد که نقش اطمینان از دسترسی به آب در بلندمدت نسبت به قیمت آب یک مانع جدی‌تر برای بازار آب‌های زیرزمینی است.
در اغلب موارد در جنوب آسیا، فروشندگان آب، کشاورزانی هستند که پس از برآوردن نیازهای مزارع خود، آب مازاد عرضه می‌کنند. این تصمیم که کشاورزان دارای چاه اولویت آبیاری را ابتدا به زمین‌های خود بدهند بسیار منطقی است و به عبارتی دیگر آب چاه خریداری‌شده در بازار آب به‌اندازه استفاده از همان آب در زمین فروشنده آب پربازده نیست. بازارهای آب باعث افزایش بهره‌وری کشاورزی به‌خصوص برای کشاورزان کوچک و متوسط می‌شود که تا قبل از آن امکان دسترسی به آب زیرزمینی نداشتند و ممکن است آنها را به سمت کشت محصولات سودآورتر و حساس نسبت به آب سوق دهد. بازار اب نیازمندی‌های دیگر کشاورزان برای نصب چاه را نیز کاهش می‌دهد و عدالت استفاده از آب‌های زیرزمینی را با افزایش دسترسی کشاورزان کوچک، مستأجران و خانوارهای جوان که احتمالاً چاهی ندارند، بهبود می‌بخشد.
بهره‌وری آب در کشاورزی صرفاً وابسته به حجم آب آبیاری نیست و به‌موقع و قابل اطمینان بودن منابع آب نیز اهمیت دارد. آبیاری زمان‌بندی‌شده برای پاسخگویی به تقاضای تبخیر و تعرق محصول تأثیر مستقیمی بر بازده محصول دارد؛ از این‌رو اطمینانی که کشاورزان در تأمین آب دارند می‌تواند بر انتخاب محصول، سطح کود و استفاده از کارگر و استفاده از سایر منابع تأثیر بگذارد. این موضوع نقش مهمی در افزایش بهره‌وری آب با بهره‌گیری از مبادلات آب زیرزمینی در پاکستان دارد. از جنبه پایداری منابع آب، در شرایط کنونی بعید است که بازار آب‌های زیرزمینی تا حد زیادی به افت تراز آبخوان منجر شود؛ زیرا نسبت میزان فروش آب در مقایسه با میزان استفاده از آب چاه در زمین خود فروشنده آب بسیار کم است و فروش آب در صورت کمیاب شدن آب متوقف خواهد شد.
نوع قراردادهای فروش آب هم از نوع اجاره زمین برای کشت، هم در برابر پول نقد و هم قسمت کردن محصول به‌دست‌آمده است اما معمول‌ترین نوع قرارداد پرداخت هزینه ساعتی استفاده از پمپ برای استخراج آب خریداری‌شده از کشاورز دارای چاه است. وجود انحصار در سمت فروش آب (به دلایل طبیعی مانند دوری فیزیکی مبدأ و مقصد آب یا نبود روش آبیاری جایگزین و دلایل فردی مثل عدم فروش به غیر خویشاوند) در بازار سبب افزایش قیمت شده و از طریق فراهم کردن امکاناتی در جهت افزایش رقابت در بازار آب می‌توان این قیمت را کاهش داد. علاوه بر عوامل نزدیکی جغرافیایی خریدار و فروشنده، عوامل اجتماعی-اقتصادی مانند روابط شخصی خریدار و فروشنده و انتخاب محصول نیز، به‌شدت بر نوع قرارداد و قیمت آب تأثیر می‌گذارد.

### استرالیا
اولین بار که حقوق دسترسی به آب از عنوان زمین در استرالیا جدا شد سال ۱۹۸۳ بود که استرالیای جنوبی یک طرح تجارت آب دائمی را معرفی کرد. مانند بسیاری از کشورهای دیگر، بخش آبیاری استرالیا بیش از یک قرن در معرض کنترل متمرکز بوده است. بسیاری از اراضی انتخاب شده برای آبیاری در بخش‌های نامناسب زمین قرار داشتند جایی که خطرات آب گرفتگی، شوری زمین یا شوری رودخانه بالا و بازده حاصل از تولید کم بود. اندازه مزرعه‌ها در اراضی تحت آبیاری نیز در ابتدا بر معیارهای غیر تجاری مثل «مساحت مورد نیاز برای یک خانوار» (حداکثر منطقه لازم برای تأمین یک خانواده_ به قضاوت دولت) مبتنی بوده است. از این طریق آبیاران از ابتدا به یک زندگی حداقلی محکوم شده بودند. تغییر بازارهای کالا و در رأس آنها تغییر تکنولوژی‌های آبیاری این شرایط را تشدید کرد و آبیاری استرالیا را با مشکلات فراوانی درگیر ساخت.
در حال حاضر نهادها و گفتمان‌ها در استرالیا با حمایت سیاست گذاران به نظام بازاری و مزایای تجارت بین «فروشندگان مایل» و «خریداران مایل» پیوند خورده است. هم‌اکنون آبیارانی که می‌توانند عواید بیشتری به دست آورند، از کسانی که معتقدند می‌توانند پول بیشتری از فروش حقوق آبشان به دست آورند، آب را می‌خرند. با این وجود، رویکرد برنامه‌ریزی مرکزی همچنان ادامه دارد و بعضی از سیاست گذاران هنگامی به دلیل آموزه‌های اقتصادی خود در ارزشگذاری حاشیه‌ای، وسوسه می‌شوند تا از محصولاتی که ارزش ناخالص بالایی به ازاء هر مگالیتر تولید می‌کنند، طرفداری کنند. بسیاری از محصولات به ظاهر کم‌آب، بازارهای محدودی دارند. به جای قضاوت در مورد اینکه کدام محصولات باید در مزارع کشت شوند، ارتودوکسی اقتصادی این است که به هر آبیار اجازه قضاوت در مورد اینکه سرمایه‌گذاری در حقوق آبشان می‌تواند سودمند باشد یاخیر، داده شود. دولت‌های استرالیایی اکثراً از «انتخاب برندگان» خودداری می‌کنند. با این وجود هنگامی که برای سیاست عمومی بیشترین اهمیت را به میزان آب برداشت شده از رودخانه‌ها بدهیم، باید بر انتخاب محصولات تأکید کرد.
در سال ۱۹۹۴، کمیسیون ملی آب استرالیا در جداکردن حقوق مالکیت و جداکردن زمین از حقوق آب قدم برداشت. با انجام این کار، قدم‌هایی برای افزایش کارایی توزیع آب برداشته شد. تا سال ۲۰۱۰ بازار حقوق آب، ۲/۸ میلیارد دلار ارزش داشت. انواع مختلفی از واسطه‌های بازار، از جمله کارگزاران آب، مبادلات آب و تابلوهای پیام تجارت آب را تسهیل می‌کنند. بازارهای غیر متمرکز به گونه ای ایجاد شده‌اند که یک بورس آب، کلیه معاملات را پردازش نمی‌کند. ممکن است معامله ای از طریق یک کارگزار یا exchange، بین خریدار و فروشنده خصوصی صورت گیرد. بعضی از کارگزاران ممکن است از یک exchange برای یافتن خریداران و فروشندگان استفاده کنند.
حوضه موری- دارلینگ منطقه ای در استرالیا است که بخاطر طرح‌های تجارت آب، مورد مطالعه قرار گرفته است. حوضه موری- دارلینگ تقریباً ۹۰ درصد آب منطقه را دریافت می‌کند. در دهه ۱۹۹۰، دولت استرالیا تأکید خود را از ساخت سدها و یارانه آب از کشاورزان منطقه به تعیین قیمت‌ها و تجارت در بازار آب تغییر داده است. تجارت این حقوق در سراسر ایالت‌های استرالیا رخ می‌دهد، ضمن اینکه، در سقف‌هایی برای هر منطقه، جهت اطمینان حاصل کردن از اینکه آب از حوضه به منطقه دیگری بیش از حد استخراج نمی‌شود، قرار داده شده است. این روش بر اساس برآورد سودهای خالص از جمله جریان برگشتی به حوضه، عمل می‌کند. علاوه بر این، این آب با شناخت کامل از آب و هوای بسیار متفاوت استرالیا معامله می‌شود. به عنوان دومین قاره گرم روی زمین، تخصیص‌های آب زمانی که به عنوان تخصیص فصلی یا تجارت موقتی توزیع شوند، ارزشمندتر هستند تا اطمینان حاصل شود که در صورت لزوم، آب می‌تواند به ناحیه حوضه موری- دارلینگ برگردانده شود.
انجمن خدمات آب استرالیا بر اساس یک سیستم اندازه‌گیری حجم کار می‌کند. این بدان معناست که فعالان بازار صرفاً برای دریافت حقوق آب اقدام نمی‌کنند بلکه در عوض، به میزان آبی که مصرف می‌کنند هزینه می‌پردازند. با این حال، گزارشات اخیر نگرانی‌هایی در مورد تخصیص بیش از حد و آشفتگی‌ها بین وضعیت زیست‌محیطی و کارایی اقتصادی ایجاد کرده است.

### شیلی
در نظام شیلی رویکرد بازار کاملاً آزاد را دنبال می‌کند و این مسئله هم در شیلی و هم در محافل بین‌المللی بحث‌برانگیز بوده است. به عنوان بخشی از مدیریت منابع آب در شیلی، طبق قانون آب ۱۹۸۱ (حق آب)، حقوق آب و مالکیت خصوصی، مستقل از زمین، می‌تواند به صورت آزادانه معامله شود، و تابع حداقل مقررات ایالتی هستند و توسط قانون مدنی تنظیم می‌شوند. طبق این قانون، دولت شیلی بدون دریافت هیچگونه هزینه اضافی، حقوق مالکیت آب سطحی و آب زیرزمینی را به بهره‌برداران موجود، اعطا می‌کند. هرگونه حق آب جدید یا تخصیص نیافته به مزایده گذاشته می‌شود و سپس می‌تواند به قیمت واقعی فروخته یا انتقال داده شود. در دهه ۱۹۹۰، بانک جهانی و بانک توسعه بین آمریکایی، فعالانه نظام شیلی را به عنوان نمونه ای از مدیریت کارآمد و مؤثر منابع آب تبلیغ کردند. مؤسسات دیگر، مثل Eclac (کمیسیون اقتصادی آمریکای لاتین و کارائیب، سازمان ملل) ساختار و شرایط حقوق آب شیلی و در نتیجه بازار حاصل از حقوق آب بر اساس کارایی و عدالت را زیر سؤال بردند. مانند استرالیا، شیلی نیز اجازه بازاریابی حقوق آب استفاده نشده را می‌دهد. در حالی که نظام‌های بازاریابی ایالات متحده، معاملات را به آب‌های مصرف شده از نظر تاریخی محدود می‌کند، شیلی بر اساس استفاده مؤثر و سودمند، اجازه معامله حقوق اسمی بدون محدودیت در استفاده و مصرف مؤثر را می‌دهد. حقوق آب در صورت عدم استفاده توقیف نمی‌شوند. این امر از یک سو باعث انحصاری کردن حقوق آب و از سوی دیگر باعث تجارت حقوق اسمی با اثرات منفی بر پایداری و اشخاص ثالث، شده است. اصلاح قانون آب (۲۰۰۵) تا حدی این نظام را اصلاح کرد امابازاریابی آب در بعضی مناطق هنوز تحت تأثیر مشکلات پایداری است. همچنین پایداری می‌تواند تحت تأثیر یارانه‌های عمومی برای آبیاری قرار گیرد که از نظر زیست‌محیطی ارزیابی نشده‌اند. اگرچه مدل شیلی برای پذیرش در سایر کشورهای آمریکای لاتین توصیه شده است، هنوز هیچ‌کدام آن را در شکل اصلی خودش نپذیرفته‌اند. انتقال پیشنهادی یک از مؤلفه‌های مدل شیلی، موجب جنگ آب ۲۰۰۰ در Cochabamba, Bolivia شد، چرا که مالکیت همه منابع آب به صاحب امتیاز جدید یعنی International Water واگذار کرد. این تغییر قانونی به این معنی بود که کاربران موجود، شامل کشاورزان روستایی و شبکه‌های تأمین آب در مقیاس کوچک، بلافاصله غیرقانونی اعلام شدند و در نتیجه اعتراضات خشمگینانه گسترده‌ای را ایجاد کرد.
در شیلی، نظرات در مورد اثربخشی و عدالت مدل بازارهای آب، به شدت متنوع است. احتکار حقوق آب بدون استفاده از آنها برای اهداف سوداگرانه و عدم وجود مقررات ایالتی (دولتی) برای اطمینان حاصل کردن از اینکه بازار دقیق و منصفانه عمل می‌کند، جزء نگرانی‌های خاصی هستند که به وجود آمده‌اند. برخی محققین معتقدند که این مدل، مزایای اقتصادی دارد اما شواهد دیگر نشان می‌دهد که این نظام در عمل به خوبی کار نمی‌کند و اینکه کاربران فقیرتر آب (مثل کشاورزان روستایی) دسترسی کمتری به حقوق آب دارند. بعضی از این نگرانی‌ها منجر به اصلاح قانون آب در سال ۲۰۰۵ شد.

### انگلستان
تجارت آب در انگلستان از سال ۲۰۰۱ آغاز شده است. در حال حاضر، فقط تجارت حقوق آب (تجارت مجوزها) مجاز است. برخی تغییرات در سیاستها، توسط آژانس محیط زیست در حال بررسی است.

### ایالات متحده
تجارت آب در ایالات متحده، بر اساس قوانین ایالت‌ها، نظام حقوق آب و ارگان‌های دولتی دخیل در تنظیم تجارت آب، در هر ایالت متفاوت است. تجارت آب بیشتر در ایالات غربی که از نظر تاریخی یک نظام حقوق آب از برداشت‌های متقدم را دنبال می‌کردند و مناطق خشک وسیعی دارند و بنابراین آب به‌طور طبیعی کمیاب است، اجرا شده است. در اینجا مواردی از تجارت آب و قوانین و ارگان‌های تنظیمی مرتبط ارائه شده است، اگرچه این موارد جامع نیستند.

#### آریزونا
آریزونا برای تعیین حقوق آب، از دکترین برداشت قبلی (متقدم) پیروی می‌کند. سه دسته از حقوق قابل تجارت در آریزونا وجود دارد: حقوق آب سطحی طبق حقوق قانون مشترک، حقوق آب سطحی طبق حقوق قانونی و حقوق آب زیرزمینی ایجاد شده توسط قانون آب زیرزمینی ۱۹۸۰ آریزونا. دو حقوق آب سطحی ذکر شده، به تمامی آب‌های سطحی در آریزونا مربوط هستند به استثناء جریان‌های رودخانه کلرادو (حقوق آب رودخانه کلردو) که توسط پیمان رودخانه کلرادو به‌طور فرعی اداره می‌شوند. به‌طور خاص، آب سطحی اختصاص یافته می‌تواند شامل این موارد باشد: "آب‌های همه منابع، آب جاری در نهرها، دره‌ها، مسیل‌ها یا کانال‌های طبیعی دیگر یا در کانال‌های زیرزمینی مشخص اعم از دائمی یا متناوب، سیلاب‌ها، فاضلاب یا آب مازاد و آب دریاچه‌ها، تالاب‌ها و چشمه‌ها " (A.R.S. §۴۵–۱۰۱). حقوق قانون مشترک در مورد برداشت‌های آب سطحی که قبل از ایجاد قانون آب عمومی ۱۹۱۹ آریزونا، تخصیص یافته‌اند و حقوق قدیمی محسوب می‌شوند، اعمال می‌شود. حقوق قانونی، در مورد هر تخصیصی (تصرفی) که بعد از سال ۱۹۱۹ ادعا شده است، اعمال می‌شود در این صورت مدعی باید قبل از انحراف آب سطحی مورد ادعا، یک مجوز از حوزه منابع آب آریزونا (ADWR) درخواست و دریافت کند. دارندگان حقوق باید آب تخصیص یافته را برای استفاده سودمند به کار برند (مصارف خانگی، شهری، آبیاری، آب انبار، نیرو، معدن، تفریح، حیات وحش و ماهی یا تغذیه آب زیرزمینی به عنوان مصارف سودمند شناخته می‌شوند) یا خطر توقیف حقوق (اگر آب برای استفاده سودمند به مدت ۵ سال متوالی یا بیشتر به کار برده نشود، توقیف صورت می‌گیرد) را بپذیرند. آریزونا مجوز انتقال حقوق آب سطحی را صادر می‌کند، اما برای مقدار آب انتقال یافته و مدت زمان انتقال محدودیت‌های حداکثری وجود دارد (A.R.S. §۴۵–۱۰۰۲)، و انتقالات در معرض بررسی و تأیید ADWR هستند. در مورد جابجایی به جریان‌های داخل رودخانه (instream) برای بهره‌مندی از ماهی، حیات وحش یا تفریح، دارندگان حقوق می‌توانند فرایند «جداسازی و انتقال» را دنبال کنند که توسط آن دارنده حقوق به‌طور دائم حق آب را به دولت آریزونا یا یک زیر مجموعه سیاسی (به عنوان متولی جریان‌های instream)، انتقال می‌دهد، در انتظار تصویب ADWR. این نوع انتقال، وضعیت تقدم حق آب را حفظ می‌کند به طوری که اگر حق منتقله یک حق قدیمی باشد، در صورت کمبود آب، جریان سودمند درون رودخانه تخصیص آب خود را قبل از دارندگان حقوق آب جوان، دریافت خواهد کرد. این فرایند انتقال، برای سلامت اکوسیستم و ارزش تفریحی خوب است زیرا حیات وحش و شیلات به ترتیب تا سال ۱۹۴۱ و ۱۹۶۲ به عنوان مصارف سودمند شناخته نمی‌شدند. انتقالات حقوق آب زیرزمینی نسبت به آب سطحی محدودتر است. قانون آب زیرزمینی ۱۹۸۰ آریزونا، حوزه‌های قضایی موسوم به «مناطق مدیریت فعال» (AMA) در بخش‌هایی از ایالت مثل Phoenix, Tucson و Prescott که تقاضای بالایی برای آب داشتند، ایجاد کرد. صاحبان حقوق آب زیرزمینی که در مکان‌های خارج از AMAها زندگی می‌کنند از میزان «معقول» آب زیرزمینی پمپاژ شده که می‌تواند برای استفاده سودمند بدون هدررفت مورد استفاده قرار گیرد، برخوردارند. دارندگان حقوق آب زیرزمینی خارج از AMAها ممکن است تحت شرایط خاص حقوق را انتقال دهند و به ندرت مجاز به انتقال آب زیرزمینی خارج از حوضه هیدرولوژیک هستند. انتقالات آب زیرزمینی درون AMAها نیز مجاز است اما محدودتر هستند و تنظیم آب زیرزمینی در AMAها متفاوت و نسبت به خارج از AMAها بسیار سختگیرانه تر است. قوانین حقوقی حاکم بر مبادلات آب در آریزونا در عنوان ۴۵ مدون هستند. انتقالات آب درون آریزونا در Phoenix AMA شایع تر هستند.

#### کالیفرنیا
دولت در ایالت کالیفرنیا (۱۸۵۰) نظام حقوق مجاورتی در کامن لا انگلیس را اتخاذ کرد اما با بروز هجوم به طلای کالیفرنیا و در نهایت افزایش ادعای آب توسط معدنچی‌ها، کالیفرنیا، یک سال بعد نظام حقوق مالکیت را اتخاذ کرد. کالیفرنیا حقوق پابلو را که باقی مانده‌ای از حقوق اسپانیا در کالیفرنیای امروزی است را رعایت می‌کند، که به کل شهر اجازه داشتن حق آب را می‌دهد. حقوق دیگری مثل حقوق تجویزی و حقوق محفوظ فدرال، وجود دارد که در کالیفرنیا رعایت می‌شود اما حقوق ساحل نشینی (مجاورت) و مالکیت قبلی، دو نوع برجسته حقوق در این ایالت هستند.
کالیفرنیا از سال ۱۹۰۳ دکترین «استفاده منطقی» را برای آب زیرزمینی رعایت کرده است. به دلیل اینکه کالیفرنیا حقوق آب بسیاری را به رسمیت می‌شناسد، طرح حقوق آب آن یک «نظام متکثر» تلقی می‌شود. در رابطه با تجارت آب، به دلیل اینکه کالیفرنیا حقوق مجاورت را قبل از حقوق متقدم تصویب کرده است، حقوق مجاورت نسبت به حقوق متقدم قدیمی تر، دارای اولویت هستند. قانون کمیسیون آب ۱۹۱۴ کالیفرنیا، یک نظام ارائه مجوز را برای حقوق مالکیت آب سطحی تأسیس کرده است و یک آژانس (که در نهایت به هیئت کنترل منابع آب ایالت کالیفرنیا تبدیل شد) برای نظارت بر آن مجوزها ایجاد کرد. همه برنامه‌های کاربردی آب باید نیازمندی‌های استفاده سودمند را تأمین کنند (قانون § ۱۰۰ آب کالیفرنیا) (استفاده سودمند شامل پرورش آبزیان، مصرف خانگی، جلوگیری از حریق، ماهی (شیلات) و حیات وحش، حفاظت از یخ زدگی محصول، کنترل گرما، مصارف صنعتی، آبیاری، معدنکاری، شهری، نیرو، تفریح، آبیاری و کنترل کیفیت آب است) اما حقوق مالکیت بعد از سال ۱۹۱۴ مورد بررسی موشکافانه و تنظیم بیشتر SERCB قرار گرفتند. طبق قانون (قانون § ۱۰۲ آب کالیفرنیا)، آب در کالیفرنیا، یک دارایی عمومی است (و بنابراین یک منبع مشترک)؛ حقوق آب، دارنده حق را فقط برای استفاده از آب محق می‌داند نه مالکیت آب. در حقیقت قانون § ۱۰۴ و § ۱۰۵ آب کالیفرنیا صریحاً اظهار می‌دارد که مردم «علاقه زیادی در استفاده از کل آب» دارند، ایالت ممکن است آب سطحی و زیرزمینی را برای استفاده عمومی یا حفاظت عمومی کنترل کند و اینکه ایالت باید آب را برای «بیشترین سود عمومی» توسعه دهد. به دلیل وجود این مقررات و ویژگی‌های آب به عنوان یک منبع مشترک، قانون کالیفرنیا برای بررسی و تصویب جابجایی بازارهای مستقل، از طرف مردم نیازمند آژانس‌های ایالتی است. بخش حقوق آب کالیفرنیا، مالکیت و استفاده آب را ثبت می‌کند و SWRCB، بررسی و صدور مجوزها، قضاوت حقوق، بررسی شکایات و تصویب جابجایی موقتی (مدت زمانش بیش از یک سال نیست) از حقوق متقدم بعد از سال ۱۹۱۴ را برعهده دارد. خسارت وارده به سایر کاربران قانونی آب، اثرات نامعقول بر شیلات (ماهی) و حیات وحش و اثرات نامعقول بر اقتصاد کلی در کشوری که از آن آب منتقل می‌شود، جزء موارد واجب قانونی است که SWRCB در زمان بررسی یک نقل و انتقال، باید در نظر بگیرد. فصل ۷ قانون آب کالیفرنیا، جابجایی آب را معرفی می‌کند، جابجایی داوطلبانه آب که موجب استفاده کارآمد آب، کاهش کم‌آبی‌ها، صرفه جویی در هزینه‌ها و مخارج توسعه و صرفه جویی در آب و انرژی می‌شود را اعلام می‌کند، و صراحتاً دولت را به همکاری در جابجایی داوطلبانه ملزم می‌کند. فصل ۱۰/۵ از قانون آب کالیفرنیا، مقررات فرایند انتقال آب در مبادلات موقتی (§ ۱۷۲۵–۱۷۲۳) و طولانی مدت (بیش از مدت یک سال)(§ ۱۷۳۵–۱۷۳۷) را بیان می‌کند. مبادلات طولانی مدت می‌تواند مورد بررسی بخش شیلات و تفریح نیز قرار گیرد.
هر ساله صدها انتقال آب در کالیفرنیا صورت می‌گیرد، اکثر آنها مبادلات کوتاه مدت بین مصرف‌کنندگان کشاورزی در حوضه هیدرولوژیک مشابه هستند. مبادلات درون حوضه ای هزینه معامله نسبتاً کمی دارند به علت اینکه نهاد محلی مدیریت آب، آمار حقوق آب را دارد و تنها ارگانی است که برای تصویب مبادلات بین اعضای کشاورزان باید مجوز بدهد (یعنی SWRCB درگیر نیست). مبادلات آب به تأمین تقاضاهای درون رودخانه instream؛ مثلاً، آنهایی که مربوط به آب زیست‌محیطی ایالتی (Environmental Water Account) است، کمک می‌کند. در نهایت، در شرایط اضطراری، دپارتمان منابع آب کالیفرنیا، بانک آب خشکسالی کالیفرنیا را افتتاح می‌کند که تخصیص‌های آب مازاد را از دارندگان حقوق آب کالیفرنیای شمالی خریداری کرده وآنها را به مناطق خشکسالی زده در کالیفرنیای جنوبی فروخته و منتقل می‌کند.

#### کلرادو
حقوق آب سطحی در کلرادو توسط بخش منابع آب کلرادو (CDWR) و دیوان آب که دادگاه‌های منطقه ای هستند و فقط به امور آب رسیدگی می‌کنند، اداره می‌شود. افراد برای دریافت یک حق آب سطحی، درخواستی را به دیوان‌های آب ارائه می‌دهند و باید نشان دهند که قصد استفاده از آب برای مصارف سودمند را دارند- اگر تضادی وجود نداشته باشد حق در قالب یک حکم امضا خواهد شد. این نظام مبتنی بر تقدم و اولویت است که قدمت برخی اولویت‌ها به دهه ۱۸۹۰ برمی گردد. جابجایی حقوق ایجاب می‌کند که هیچ اثر سوئی بر سایر دارندگان حقوق قدیمی یا جوان دیگر وجود نداشته باشد که نتیجه آن این است که تنها مقدار آب مصرفی در گذشته قابل انتقال است. CDWR آب رودخانه را تا بالای مدخل یک آبراه که باعث انحراف آب رودخانه کلرادو می‌شود، اداره می‌کند، سپس شرکت محلی بعد از آن، تخصیص آب به سهامداران را کنترل می‌کند.
پروژه‌های فدرال می‌تواند این سیستم ایالتی را نپذیرد و این امر برای پروژه کلرادو- تامپسون بزرگ (CBT) صادق است. سد CBT یک پروژه آبیاری در اداره آبادانی است که برای آن یک بازار آب مبتنی بر نظام حقوق تسهیمی توسعه داده شده است. این بازار از اوایل دهه ۱۹۶۰ فعالیت خود را آغاز کرده است و از زیرساخت‌های توسعه یافته‌ای جهت انتقال آب در محدوده تحت تأثیر خود، برخوردار است. در این نظام، قیمت‌های بازار، کارگزاران، اجاره‌های کوتاه مدت و اجاره‌های دائمی آب وجود دارند و تجارت‌ها درون بخش کشاورزی و بین بخش‌های کشاورزی و شهری و صنعتی انجام می‌شود. حقوق آب به خوبی تعریف شده‌اند و توسط معامله گران قابل درک است. منابع نیز قابل اطمینان هستند و تحویل آب مسلم است- کاربران می‌دانند چه چیزی دریافت می‌کنند. CBT برای تأمین آب توسعه یافته است که مکمل منبع اصلی کاربران است، بنابراین در سال‌های مرطوب، سهمیه به‌طور متناسب برای همه سهامداران کاهش می‌یابد تا برای سال‌های خشک‌تر ذخیره شود. به‌طور مشابه اگر کمتر از ۳۸۰ میلیون مترمکعب برای یک سال معین موجود باشد، همه منابع به‌طور متناسب کاهش می‌یابند. بعلاوه، آب حفاظت شده می‌تواند به مصرف دیگر منتقل شود که در نظام‌های متقدم چنین نیست. همچنین آب می‌تواند به کاربرانی خارج از منطقه از طریق مبادلات و جایگزینی‌ها اجاره داده شود و شرکت‌های محلی نیز می‌توانند آب غیر CBT را تجارت کنند اگرچه هزینه‌های معامله برای آنها بالاتر است. قیمت‌های اجاره به علت ریسک بالاتر عدم دسترسی، کمتر از تخصیص هاست و ۳۰ درصد معاملات را تشکیل می‌دهد.
این سیستم با حوزه حفاظت آب کلرادوی شمالی (NCWCD) اداره می‌شود که توسط قانون حفاظت آب ایجاد شده است و به صورت مستقل از CDWR عمل می‌کند. NCWCD برای تسهیل معامله، طرفین را در ارتباط باهم قرار می‌دهد و برنامه‌های کاربردی که باید برای حصول اطمینان از مصرف سودمند آب و نیز جلوگیری از خریدهای احتکاری به منطقه ارسال شوند را بررسی می‌کند. فرایند انتقال ۴ تا ۶ هفته طول می‌کشد، نسبتاً ساده و سرراست است و نیازمند تأیید مهندس دولتی نیست، به‌طور چشمگیری زمان و هزینه‌های آن را کاهش می‌دهد. گاهی اوقات مزایده‌ها تبلیغ خواهند شد اما معمولاً بین معامله گران به‌طور مستقیم مذاکره می‌شود. هزینه‌های معامله در CBT کمتر است که جهت انعقاد قرارداد با اداره احیاء اراضی برای کاربران کشاورزی و شهری، فقط NCWCD را به عنوان ساختار حاکمیتی دارد.
این نظام به عنوان الگویی برای بازارهای دیگر در نظر گرفته شده است و اعتبار آن این است که به کلرادوی شمالی اجازه داده است خود را با تغییرات کوتاه و بلند مدت در تقاضا و عرضه آب، تنظیم کند. در سال ۱۹۶۲، آبیاران مالک ۸۲ درصد تخصیص‌های آب بودند، در سال ۱۹۸۲ به ۶۴ درصد کاهش یافت و در سال ۱۹۹۲ به ۵۵ درصد رسید، اما هنوز هم قادر به استفاده از ۷۱ درصد آب در سال ۱۹۹۲ از طریق برگشت اجاره‌ها، بودند. بین سال‌های ۱۹۷۰ و ۱۹۹۳، ۲۶۹۸ معامله از یک- سوم تخصیص‌های آب برای مصرف دیگر یا برای استفاده در یک موقعیت متفاوت، استفاده شده است.

#### نیومکزیکو
ایالت نیومکزیکو حاکمیت حقوق آب خود را به مهندسی آب دولت که یک جایگاه منسوب به دولت است، سپرده است. نقش این جایگاه، فقط تسهیل تبادلات انجام شده حقوق آب نیست بلکه سطوح آبخوان را به عنوان منابعی که مصرف می‌شوند را نیز، پایش می‌کند. در سال ۲۰۰۳، ایالت نیومکزیکو یک طرح آب را اجرا کرد که هدف آن حفاظت از تخصیص حقوق آب بود اما تأمین و کیفیت آب اختصاص داده شده، روابط بین فروشندگان و خریداران، نیازمندی‌های ایالتی و ارتقاء سرمایه‌گذاری آینده در زیرساخت را نیز مورد توجه قرار می‌دهد. نیومکزیکو باید مسئول مدیریت تأمین منابع خویش باشد، زیرا عدم توانایی در انجام چنین کاری مستلزم تسلیم اقتدار و حاکمیت به مدیریت در سطح فدرال، خواهد بود. جهت حصول اطمینان از هدایت مؤثر در فروش‌ها و تجارت‌ها، بسیاری از بخش‌ها و کمیسیون‌های ایالتی در تلاش هستند. به هر یک از این احزاب، با هدف بهترین برنامه‌ریزی و مدیریت تبادلات آب ایالتی و منطقه ای، نقش‌ها و مسئولیت‌هایی محول شده است. کمیسیون جریان بین ایالتی نیومکزیکو و اداره مهندسی دولتی، دو حزب رهبر هستند اما در این شورا، دپارتمان محیط زیست نیومکزیکو، کمیسیون کنترل کیفیت آب، کمیسیون جویبار (Acequia) نیومکزیکو و هیئت اعتبار آب و غیره، نیز درگیر هستند. این گروه‌ها برای اطمینان حاصل کردن از اجرای حقوق آب، آلاینده‌های احتمالی، توسعه پایگاه‌های داده و سیستم‌های اطلاعاتی و عملی کردن وظایف دیگر که به استفاده مؤثر از منابع آب نیومکزیکو منجر می‌شود، در ارتباط با یکدیگر کار می‌کنند. ایالت نیومکزیکو نظام حقوق آب مبتنی بر مالکیت قبلی را دنبال می‌کند. در این نظام «اولویت اول با کسی است که اول از همه شروع کرده باشد»، بسیاری از دریافت کنندگان حقوق دسترسی به آب پابلوها و قبایل بودند. این گروه‌ها به عنوان ایالت‌های مستقل، از حقوق قدیمی خودشان که در سطح فدرال اداره می‌شوند تا سطح ایالتی، برخوردار هستند. به علت منحصر به فرد بودن این حقوق، هرگونه تصمیمات سیاستی که ممکن است این قبایل و پابلوها را تحت تأثیر قرار دهد، باید توسط دولت برای مباحثه با این احزاب، ارائه شود. دولت نیومکزیکو تعهد می‌دهد که هرگونه حقی با یک منبع هیدرولوژیکی مشترک به‌طور رسمی از طریق یک روند دادگاهی رسیدگی شود. این امر با هدف کمک کردن به مهندسی آب دولت در تخصیص سهام آب در میان گسترش مطالبات ایالتی و افرادی با حقوق قدیمی، تحقق یافته است. حقوقی که توسط پابلوها و قبایل نگه داشته شده است نیز باید برای احراز پارامترهای قانونی دسترسی آنها به آب، دادرسی شود. طبق اصلاحیه McCarran، این حقوق باید طبق قانون فدرال، تعریف و کمی سازی شوند تا به عنوان بخشی از مدیریت حقوق آب مرتبط با جریان، ارزیابی شوند. به علت تخصیص تقریباً کامل آب‌های سطحی در نیومکزیکو، تلاش‌هایی برای افزایش منابع آب موجود برای نیازهای در حال گسترش ایالتی، انجام شده است. برای انجام این کار، آب زیرزمینی در آبخوان‌ها که به رودخانه‌های سراسر ایالت متصل هستند رزرو (ذخیره) می‌شود. بازیابی این ذخایر، جریان‌های رودخانه ای را کاهش می‌دهد که بنابراین باعث کاهش آب موجود برای دارندگان حقوق قدیمی، می‌شود. در اینجا راه کار، خرید و بازیابی این حقوق سطحی قدیمی می‌باشد. این امر یک تأکید جدید بر منابع آب زیرزمینی که برای دسترسی آینده ذخیره شده‌اند را شروع خواهد کرد. اداره مهندسی دولتی یک نقش مهم در نظام تجارت آب نیومکزیکو دارد. این مدیر، ارزیابی تقدم مربوط به حقوق آب را تاحدی با برنامه اقدام اولویت مدیریتی، ایجاد خواهد کرد. بودجه مهندسی دولتی با سرمایه‌گذاری در تکنولوژی مثل سنجش و اندازه‌گیری، واحدهای GIS، الگوهای سطحی و زیرزمینی و نظام‌نامه‌ها، تأمین می‌شود. نیومکزیکو برای کمک به تحقق این موارد و ملزومات اضافی مهندسی آب دولتی، اخیراً یک طرح " مدیریت منابع فعال " را اجرا کرده است. در این برنامه پایه ای، یک کارمند منصوب شده توسط دولت در شناسایی، اندازه‌گیری و سنجش حقوق آب، تسهیل جابجایی و انتصاب کارفرمایان آب منطقه ای، نقش دارد. کارفرمایان آب در مناطق آب تأسیس شده (آب منطقه ای‌های ایجاد شده) در صورت لزوم در مدیریت حقوق، فعالیت می‌کنند. هر تیم حوضه رودخانه شامل یک مدیر پروژه، هیدرولوژیست، نماینده، مدیر ارتباطات، مدیر پرسنل و کارکنان پشتیبانی فنی می‌باشد. مسئولیت‌های کامل طرح مدیریت منابع فعال همراه با اداره مهندسی آب دولتی، در طرح آب سال ۲۰۰۳ همچنین در گزارش پیشرفت سال ۲۰۰۶ و بررسی و به روز رسانی پیشنهادی سال ۲۰۰۸، ترسیم شده‌اند. ایده‌آل‌های این پیشنهاد به روشنی مشخص و با روش‌های اجرا و تفکر عمومی همراه شده‌اند. این برنامه به دنبال تخصیص کارآمد و استفاده از منابع آب نیومکزیکو است. نیومکزیکو همه آب را به عنوان دارایی عمومی در نظر می‌گیرد. با این حال، حق استفاده، یک دارایی است که ممکن است خریداری یا اجاره داده شود. هنگامی که (این حق) به یک حزب اختصاص یافت، عدم استفاده (این حق) برای مصارف سودمند برای مدتی (معمولاً ۴ سال) ممکن است به مطالبه حقوق توسط دولت، منجر شود. پس از احیاء مجدد، این حقوق ممکن است به یک طرف یا حزب علاقه‌مند دیگر فروخته یا اجاره داده شود. حقوق، ممکن است از طریق درخواست مجوز از طریق یک اداره دولتی یا از طریق یک نماینده شخصی آب، به دست آیند.

#### تگزاس
به‌طور کلی، وضعیت حقوق آب در تگزاس مشابه ایالت‌هایی است که حقوق آب در آنها به روشنی تعریف شده است. تصمیم دادگاه عالی تگزاس در روز تصدی آبخوان مک دانیلز در مقابل ادوارد در حمایت از حق به دست آمده در سال ۲۰۱۲، مبنای تجارت حقوق آب زیرزمینی را تنظیم کرد (آب سطحی از طریق مکانیسم مجزایی تنظیم شده است). مبادله یا بورس آب تگزاس که در سال ۲۰۱۳ تأسیس شد، تنها بازار عمومی برای تجارت حقوق آب زیرزمینی در ایالت است و در حال حاضر در ایالات متحده روش‌های سنتی تجارت حقوق آب از طریق نمایندگان نیز هنوز وجود دارد.

### ایران

#### دشت مجن
شهر مجن از توابع شهرستان شاهرود و در ۳۵ کیلومتری شمال غربی شاهرود و در دامنه کوه‌های این منطقه قرار دارد. منابع اولیه و اصلی تأمین آب این شهر دو رشته رودخانه به نام‌های «پیش ده» و «پی حصار» است که در کنار آن‌ها چند رشته قنات و چشمه، آب موردنیاز کشاورزی را تأمین می‌کنند. طی دهه‌های اخیر با حفر چاه‌های عمیق و نیمه عمیق در اراضی واقع در دشت مزبور، بخشی از آب موردنیاز کشاورزان با این چاه‌ها تأمین می‌شود. بازار آب مجن درنتیجه تحول نظام بهره‌برداری از منابع آب این منطقه در سال ۱۳۴۱ شمسی و با فرایند تعریف و تثبیت حقابه‌ها تشکیل گردید. به‌منظور تحقق اهداف فوق زارعین دشت مجن اقدام به تشکیل شرکت سهامی آبیاری مجن کردند که درنتیجه آن حفاظت کامل حقابه‌ها و تحویل آب بین حقابه داران و پایش و نظارت بر بهره‌برداری از منابع آب مزبور بر عهده این شرکت گذاشته شد. به‌طوری‌که در حال حاضر بازار مزبور با سابقه‌ای بیش از ۵۰ سال فرایند تخصیص منابع آب را به‌طور مؤثر و کارآمد انجام می‌دهد.
در مجن حقوق مالکیت آب به سه صورت وجود دارد: ۱. حقابه‌داران رودخانه، یا آب‌های سطحی ۲. حقابه‌داران قنوات و چاه‌های شرکت آبیاری یا آب‌های زیرزمینی؛ ۳. حقابه‌داران رودخانه و قنوات، یا مجموع آب‌های سطحی و زیرزمینی. بیش از ۵۰ درصد کشاورزان مجن در هر مدار آبیاری کمتر از ۴ ساعت مالکیت آب دارند. درحالی‌که حداقل مقدار حقابه موردنیاز برای کشت محصول در سطح یک هکتار در منطقه مورد بررسی، بین ۷ تا ۸ ساعت حقابه هست. به همین جهت افراد بین ۲۰ تا ۳۰ درصد آب موردنیاز خود را از طریق بازار تأمین می‌کنند. مبادلات رایج در بازار آب مجن در شکل‌ها و به صورت‌های متنوعی انجام می‌گیرند که عمده‌ترین آنها به قرار زیر می‌باشند.
مبادلات دائم مالکیت حقابه‌ها: در این نوع مبادلات، شخص خریدار در ازای پرداخت مبلغی معین مقدار مشخصی حقابه از فروشنده خریداری می‌نماید.
مبادلات سالانه حقابه‌ها (اجاره حقابه): در این قسم از مبادلات، خریدار حقابه به ازای پرداخت مبلغی معین، میزان مشخصی حقابه را از فروشنده آن برای مدت یک سال یا یک فصل زارعی دریافت می‌کند. این مبادلات معمولاً تحت عنوان اجاره حقابه مطرح می‌شود. حجم این گونه مبادلات نسبت به مبادلات نوع اول بسیار بیشتر بوده و آب قابل برداشت ناشی از مالکیت این حقوق، برای مدت یک سال انتقال می‌یابد.
مبادلات مداری (کوتاه مدت) آب: نوع دیگری از مبادلات بازار آب ناظر بر مبادلات کوتاه مدت آب است که در بازه مدارهای گردش آب انجام می‌شوند.
روند مبادلات صورت گرفته در بازار آب مجن نشان‌دهنده توسعه و گسترش مشارکت در بازار مزبور است. به‌طوری‌که از سال ۱۳۸۱ به بعد با بهبود وضعیت منابع آب و افزایش عرضه به خاطر بارندگی، تعداد افراد واردشده در جریان مبادلات و تعداد قرارداد و حجم آب مبادله شده، رشد پیدا کرده است. بازار سبب ایجاد انگیزه سرمایه‌گذاری بخش خصوصی در سایر بخش‌های آب و کشاورزی علاوه بر خرید آب گردیده است. در سال‌های منتهی به دوره مطالعه، زارعین در مجن ۶۰ کیلومتر از شبکه انتقال آب از چاه‌های خصوصی تا مزارع را لوله‌گذاری نموده‌اند. این در حالی است که در سایر نقاط کشور به دلیل پایین بودن قیمت آب کشاورزی و همچنین پرمخاطره بودن سرمایه‌گذاری در طرح‌های انتقال آب کشاورزی، سرمایه‌گذار بخش خصوصی انگیزه کافی برای این نوع سرمایه‌گذاری از خود نشان نداده است. درآمد سالانه خریداران و فروشندگان آب بعد از معامله به ترتیب ۹/۵ و ۷۲ درصد افزایش یافته است و بازار باعث کاهش ریسک درآمدی خریداران و فروشندگان شده است.

#### دشت قزوین
براساس طراحی اولیه شبکه آبیاری دشت قزوین، اراضی شبکه می‌بایست به صورت تلفیقی با استفاده از آب‌های زیرزمینی منطقه و آب انتقالی رودخانه طالقان آبیاری شوند؛ یعنی در ماه‌هایی که نیاز آب اراضی کشاورزان حداکثر می‌باشد، مقداری از این نیاز از طریق جریان انتقالی رودخانه و مابقی آن توسط آب زیرزمینی تأمین گردد. بدین جهت تعدادی چاه عمیق، متناسب با آبدهی سفره آب زیرزمینی توسط طرح آبیاری قزوین در محدوده شبکه آبیاری حفر و تجهیز گردید. مدیریت بهره‌برداری و نگهداری و حفاظت از این چاه‌ها به عهده طرح آبیاری دشت قزوین بود. علاوه بر این تعدادی چاه شخصی قبل از بهره‌برداری از شبکه در منطقه وجود داشت که بهره‌برداری از آنها توسط خود مالکین صورت می‌گرفت. در حال حاضر دریافت آب کشاورزان از شبکه قزوین به ۳ شکل آب سهمیه‌ای، آب مازاد و آب آزاد انجام می‌شود.
آب سهمیه‌ای: سهمیه، مقدار آبی است که کشاورز به‌طور رسمی آن را از شبکه دریافت می‌دارد. این سهمیه با همکاری سازمان جهاد کشاورزی و اداره امور بهره‌برداری و طرح آبیاری شبکه آبیاری دشت قزوین تعیین می‌گردد. مدیریت جهاد کشاورزی شهرستان قزوین، برنامه کاشت و آبیاری را به امور بهره‌برداری و طرح آبیاری دشت قزوین ارائه می‌کند. در این برنامه سطح زیر کشت هر روستا، نام نماینده آب‌بران، تعداد بهره‌برداری‌های کشاورزی، نیاز آبی الگو در ماه‌های مختلف سال و نوع منبع و محل تأمین آن مشخص‌شده است. در این فرایند، ابتدا بر اساس نتایج مطالعات سازمان جهاد کشاورزی، الگوی کشت روستای موردنظر مشخص و نیاز آبی آن برای محصولات مختلف در ماه‌های مختلف سال زراعی تعیین می‌گردد. آب سهمیه‌ای موجود در شبکه آبیاری (کانال) به قیمت رسمی ۴۰ ریال به ازای هر مترمکعب است.
آب مازاد: زارعین در شرایطی که دچار کمبود می‌شوند، با اعمال فشار به شرکت بهره‌برداری و سازمان کشاورزی به‌عناوین مختلف درخواست آب مازاد می‌نمایند. از دیگر متقاضیان آب مازاد در منطقه شرکت‌های کشت و صنعت می‌باشند. این شرکت‌ها همواره متقاضی آب مازاد بوده، زیرا درمجموع هزینه‌های آب سطحی کمتر از آب زیرزمینی است و شرکت در صورت دسترسی به آب سطحی، چاه‌های خود را خاموش می‌کند. آب مازاد در شبکه آبیاری (در صورت وجود) به قیمت ۶۰ ریال به ازای هر مترمکعب است. براساس آمار چند سال اخیر متوسط سهم آب مازاد از چاه‌های تلفیقی حدود ۳/۵ درصد و آب سطحی حدود ۱۲٪ است.
آب آزاد: به‌صورت غیررسمی خریدوفروش می‌شود و قیمت مشخصی ندارد و بسته به شرایط از ۲ تا ۳ برابر قیمت آب مازاد نیز بالاتر می‌رود.
خرید و توزیع آب متکی به نماینده آب‌بران (میرآب محلی) است. تحویل آب در شبکه‌های حجمی، ۲۴ ساعته است. فرد نماینده به اتحادیه تشکل‌های آب‌بران مراجعه کرده و بر اساس سهمیه از پیش تعیین‌شده، تقاضای چند روز آب می‌نماید. آب خریداری‌شده بین زیرمجموعه این تشکل، به‌طور حجمی و در فاصله زمانی مشخص (معمولاً به ساعت) تقسیم و توزیع می‌گردد.

## نمونه‌هایی از کاربردهای اقتصادی ابزارهای سیاستی

### قضیه Coase
بین تولیدکنندگان و مصرف‌کنندگان احتمال بروز اثرات جانبی وجود دارد. فارغ از اینکه یک طرف معامله، لزوماً حق مالکیتی در رابطه با این آثار داشته باشد یا نه، این شرایط می‌تواند به شکل ضرر جلو نماید. طبق فرضیات اطلاعات کامل، قیمت‌گذار بودن هر دو طرف، وجود نظام‌های دادرسی کم هزینه، جستجو برای بهترین تصمیم توسط تولیدکنندگان و مصرف‌کنندگان، عدم وجود اثرات ناشی از درآمد یا ثروت، و صفر بودن هزینه‌های مبادلاتی، طرفین ممکن است قادر به تأمین سطح مؤثری از جبران خسارت باشند. اگرچه این فرضیات به ندرت به‌طور همزمان تحقق می‌یابد ولی تنظیماتی بین طرفین می‌تواند ایجاد شود. در مورد تجارت آب، شرایطی بوجود می‌آید که آنهایی که دسترسی به حقوق آب خود دارند حقوق طبیعی دیگران را نقض می‌کنند. اگر پیشنهاد شود که طرفین خسارت دیده برای جلوگیری از دسترسی به بخشی از حقوقشان، به دارندگان حقوق مبلغی پرداخت کنند، یک نظام خرید کوزی پدیدار خواهد شد. این پرداخت در محدوده مزایای از دست رفته دارندگان حقوق و خسارات قربانیان قرار می‌گیرد. مثال دیگری از قضیه Coase هنگامی است که دارنده حقوق آب به دارنده زمین برای دسترسی به یک پیکره آب در مایملکشان (هزینه ای) پرداخت می‌کند. یک قیمت مناسب بین هزینه خسارات وارده به صاحبان زمین و سود شخصی که به حقوق آنها دسترسی دارد باید مشخص شود.

### کارایی Pareto
یک هدف اساسی از تجارت آب دستیابی به کارایی Pareto می‌باشد. این موضوع، نکته توزیع حق آب است که در آن هیچ تخصیص بیشتری نمی‌تواند یک طرف را بهتر کند بدون اینکه طرف دیگر را به همان اندازه بدتر کند. وقتی که آب به آنهایی که بیشترین ارزش را به آن می‌دهند با فرض سال‌های غیرخشکسالی، تخصیص یابد، سطح بهینه تخصیص اتفاق می‌افتد.

### مالیات Pigouvian
هزینه Pigouvian یک هزینه بیرونی دقیقاً برابر با مجموع آسیب حاشیه ای ایجاد شده توسط انتشار (آلودگی) است هنگامی که در سطح مؤثر از آلودگی ارزیابی شده است. در مورد تجارت آب، اثرات منفی بیرونی اغلب به صورت خسارات شخص ثالث آشکار می‌شود. جابه جایی آب، ساخت خطوط لوله، یا تغییر جوامع در نتیجه تجارت آب، هر یک از اینها یک نشانه منفی از تجارت آب است. پیشنهاد شده است که مالیات مرتبط با تجارت آب، ابزاری برای جبران خسارت طرف‌های آسیب دیده است. این مالیات در هزینه مرتبط با خرید یک انتقال آب کوتاه مدت تعبیه شده است و درآمد تولید شده پس از آن در یک صندوق تعیین شده جمع می‌شود. در پایان سال تجاری، به طرف‌های خطاکار اجازه داده می‌شود که بر اساس ماهیت و شدت، خسارات خود را جبران کنند.